# Шакалы (Сербия)
Шакалы (серб. Шакали / Šakali, алб. Cakali) — сербский полувоенный отряд, участвовавший в Косовской войне 1998-1999 годов. Причастен к массовому убийству албанских мирных жителей в косовской деревне Чушка.

## Возможная причастность к резне в Чушке
14 мая 1999 года в косовском селе Чушка, население которого не превышало 2 тысячи человек, были обнаружены 43 обгорелых трупа мужчин в возрасте от 19 до 69 лет. В тот день некий сербский вооружённый отряд вошёл в деревню в поисках албанских ополченцев и приказал всем местным жителям собраться в центре села. Сербы начали обыск в домах, во время которого забрали все ценные вещи и выгнали из домов женщин и детей, заставив их уйти в соседние сёла.
В ходе обыска в селе сербы заподозрили нескольких человек мужчин в принадлежности к албанским повстанцам и начали стрельбу. В результате в селе были убиты сначала 11 человек, которых сербы подозревали в помощи ополченцам, а затем расстреляны ещё 32 человека в возрастах от 19 до 69 лет. Трупы убитых были сожжены. В списках убитых значился и Хасан Чеку, отец Агима Чеку, командира Армии освобождения Косова. Также в тот день был расстрелян и брат Агима.
Прокуратура расценила произошедшее как «преступление, совершённое с особой жестокостью с целью принуждения албанцев покинуть места своего проживания». Виновниками в убийстве она назвала радикальную военизированную организацию «Шакалы», руководителем которой являлся Небойша Минич по прозвищу «Командир Смерть». 27 мая 2005 года Небойша был арестован в Аргентине, имея при себе фальшивые паспорта, однако предстать перед судом он так и не успел, скончавшись в изоляторе (причиной смерти был назван СПИД).
20 декабря 2010 в Белграде начался судебный процесс по делу «Шакалов». На скамье подсудимых оказались 8 человек: 
- Сречко Попович[10][11][12]
- Славиша Кастратович
- Бобан Богичевич
- Звонимир Цветкович
- Радослав Брнович
- Видое Коричанин
- Велько Коричанин
- Абдулла Сокич

25 декабря на скамью подсудимых попал Зоран Обрадович, скрывавшийся в Германии, а 28 декабря перед судом предстал и Милойко «Шумадия» Николич, который скрывался в Черногории. Ещё пять человек, виновные в совершении преступления, в настоящий момент находятся в международном розыске.